# Bertha De Vriese

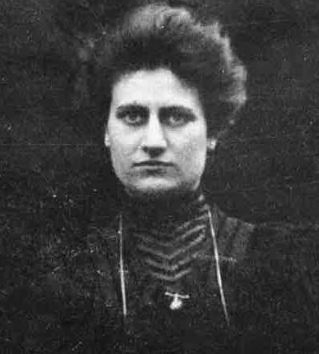
Bertha De Vriese in 1904

Bertha Coletta Constantia De Vriese (26 september 1877 – 17 maart 1958) was de eerste vrouwelijke arts die afstudeerde aan de universiteit van Gent.

## Biografie
De Vriese werd geboren als derde dochter van de volksschrijver en uitgever Lodewijk De Vriese en Coralie Pannenmaeker. Ze groeide op aan de Coupure in Gent. Samen met haar zus Martha kreeg ze thuisonderricht en legde in 1893 ze succesvol het examen voor de Centrale Jury af.
In 1914 huwde ze met Jozef Jan Vercouillie, het huwelijk bleef kinderloos.

### Academische loopbaan
Bertha schreef zich in 1893 (op 16-jarige leeftijd) in aan de faculteit Geneeskunde en haalde in 1900 met maxima cum laude het diploma van doctor in de genees-, heel- en verloskunde. Met een score van 95/100 werd ze eerste in een universitaire wedstrijd in de klasse van anatomische, fysiologische en biologische wetenschappen, met als onderwerp: 'Etudier les modifications que la distribution des vaisseaux sanguins des extrémités subit chez l'homme au cours du développement'. In 1903 werd ze benoemd tot eerste vrouwelijke assistent in Gent, bij prof. Hector Leboucq. In 1905 behaalde ze het wetenschappelijk diploma van Speciaal Doctor in de Anatomie. Ondanks herhaaldelijke inspanningen slaagde zij er niet in een vaste positie bij de Gentse universiteit te bemachtigen om verder wetenschappelijk werk te kunnen verrichten.

### Post-academische loopbaan
In 1908 startte zij een private praktijk pediatrie op en werkte in de pediatrische afdeling van het Bijlokeziekenhuis te Gent. Later werd ze geneeskundig inspectrice van het stedelijk onderwijs.

## Publicaties
- Observations Faites Dans Les Hôpitaux D'enfants De Paris, De Berlin Et De Vienne. Gand: Vander Haeghen, 1902.
- Recherches Sur L'évolution Des Vaisseaux Sanguins Des Membres Chez L'homme. Liège: Vaillant-Carmanne, 1902.
- Anomalies Artérielles Multiples Aux Membres Inférieurs D'un Nouveau-Né: Signification Morphologique. Gand: Vander Haeghen, 1903.
- Recherches Sur La Morphologie De L'artère Basilaire. Gand: Van Goethem, 1905.
- Sur La Signification Morphologique Des Artères Cérébrales. Liège: Vaillant-Carmanne, 1905.
- Etude Anatomique D'un Enfant Présentant De Multiples Malformations Congénitales. Gand: Vander Haeghen, 1906.
- Le Développement Post-Embryonnaire Chez L'homme. Gand: Vander Haeghen, 1906.
- "Zur Entwicklungsgeschichte der Arteriae cerebrales anteriores" in: Verhandlungen der Anatomischen Gesellschaft, 21. (1907).
- Etude Anatomique D'un Monstre Hémimèle. Gand: Vander Haeghen, 1908.
- Recherches Sur L'anatomie Comparée De La Route. Bruxelles: Hayez, 1909.

## Eerbetoon
- Ontvangst van de Gouden medaille van Gent in 1901 naar aanleiding van haar overwinning op de studentenwedstrijd.
- Het Museum voor Geschiedenis van de Geneeskunde stelt haar in de kijker samen met enkele door haar vervaardigde preparaten.
- De UGent noemde een van haar studentenhomes "Home Bertha De Vriese".
- En een van de straten in het industriepark ontwikkeld op het eiland naast de R4 in Gent-Zwijnaarde kreeg haar naam.